# Cinclodes comechingonus
Cinclodes comechingonus là một loài chim trong họ Furnariidae.